# Miles Joseph Berkeley
Reverendo Miles Joseph Berkeley (Biggin Hall, Northamptonshire, 1 de abril de 1803 - Sibbertoft, 30 de julio de 1889) fue un clérigo, botánico, pteridólogo y micólogo inglés.

## Biografía
Era hijo de Charles Berkeley. Obtiene su Bachelor of Arts en el "Colegio Christ de Cambridge", su Master of Arts en 1828. Es ordenado diácono en 1826 y presbítero en 1827. Fue cura de la iglesia de St. John en Margate de 1829 a 1833, luego pasa a Apethorpe y a Wood Newton (Northamptonshire de 1833 a 1868, párroco de Rothwell de 1853 a 1868, y finalmente vicario en Sibbertoft a partir de 1868.
Colabora con la Universidad de Londres de 1865 a 1870 y de 1873 a 1878. Fue miembro de la Royal Horticultural Society, de la Royal Society (en 1879, y recibe la medalla de la Sociedad, la Royal Medal, en 1863), de la Sociedad linneana de Londres, y de otras sociedades científicas. Berkeley es considerado padre de la Micología británica; llegando a describir muchísimas especies. Su herbario de cerca de 10 000 especies de hongos (con alrededor de 5000 que describe) se conservan en las colecciones de los Reales Jardines Botánicos de Kew.

## Algunas publicaciones
- The English Flora vol. 5, part 2 1836

- Gleanings of British Algae. 1833

- Notices of British fungi 1837-1885

- "On the fructification of the pileate and clavate tribes of hymenomycetous fungi". Ann. of natural history 1:2 pp. 81 - 101 1838

- "Description of exotic fungi in the collection of Sir W. J. Hooker, from memoirs and notes of J. F. Klotzsch, with additions and corrections". Ann. of natural history 3 pp. 325 - 401 1839

- Firma el tomo VI de champiñones de English Botany (1836) de James Edward Smith (1759-1828)

- "On the fructification of 99, Lycoperdon, 121, Phallus, and their allied genera". Ann. of natural history 4 pp. 155 – 159 1840

- "Notices of some Brazilian fungi". The London J. of Botany 2 pp. 629 - 643 1843

- "Decades of Fungi". J. of Botany 1844 - 1856

- Con Jean Pierre Francois, Camille Montagne. "Centurie de plantes cellulaires exotiques nouvelles: 11.5". Ann. des Sciences Naturelles. Botanique 3:11 pp. 235 – 256 1849

- Con Moses Ashley Curtis. "Contributions to the mycology of North America"]. Am. J. of Sci. and Arts 1849 - 1850

- The botany of the Antarctic voyage: Fungi. 1855 - 1860

- Introduction to cryptogamic botany. Ed. H. Baillière, Londres, 604 pp. 1857

- Outlines of British fungology, containing characters of above a thousand species of fungi and a complete list of all that have been described as natives of the British isles. Ed. L. Reeve, Londres, 442 pp. 1860

- Con Moses Ashley Curtis. "Characters of new fungi, collected in the North Pacific exploring expedition by Charles Wright". Proc. of the Nat. Academy of Arts & Sci. USA 4 pp. 111 - 130 1860

- Outlines of British Fungology 1860

- Handbook of British mosses comprising all that are known to be natives of the British Isles. Ed. L. Reeve, Londres, 1863

- Con Moses Ashley Curtis. "Fungi Cubenses". The J. of the Linnean Soc. Botany 10 pp. 280 - 392 1869

- "Notices of North American Fungi". Grevillea 1872 - 1876

- Con Christopher Edmund Broome. "Enumeration of the fungi of Ceylon". The J. of the Linnean Soc. Botany 14 pp. 29 - 140 1875[3]

- Con Mordecai Cubitt Cooke. "The fungi of Brazil, including those collected by J. W. H. Trail... In 1874". The J. of the Linnean Soc. Botany 15 p. 363 1877

- Con CE Broome. List of fungi from Brisbane, Queensland with descriptions of new species. Trans. of the Linnean Soc. of London 2 1 1880

- Con CE Broome. Notices of British fungi. Ann. and Magazine of Natural History 5 12: 370-[?] [nos 1989-2027] 1883

- Con CE Broome. List of fungi from Queensland and other parts of Australia with descriptions of new species. Trans. of the Linnean Soc. of London 2 2: inc. 222 1886
- La abreviatura «Berk.» se emplea para indicar a Miles Joseph Berkeley como autoridad en la descripción y clasificación científica de los vegetales.[4]

## Abreviatura (zoología)
La abreviatura Berkeley  se emplea para indicar a Miles Joseph Berkeley como autoridad en la descripción y taxonomía en zoología.